# Terapia colaborativa
La terapia colaborativa es un abordaje terapéutico desarrollado por Harlene Anderson y  Harold A. Goolishian (1924-1991) en Estados Unidos.  Es una terapia apta para cualquier persona, aunque, por su carácter de horizontalidad entre terapeuta y paciente, está especialmente recomendada para quienes puedan tener resistencia a comenzar procesos de psicoterapia.   

## Visión general
La terapia colaborativa es aquella que le brinda a la persona la oportunidad de tener un consejero no autoritario. Está indicada para cualquier persona que desee tener una relación con su terapeuta basada en la horizontalidad y la confianza mutua. Harlene Anderson cuenta cómo utilizó la terapia colaborativa en la terapia familiar y la terapia matrimonial con éxito. Puede ayudar a las familias y a los conocidos a comprender mejor a la persona, en casos complejos como los trastornos mentales graves o en situaciones en las que no se da ninguna psicopatología, pero en las que las decisiones vitales no son compartidas de manera normativa por su entorno, ayudando a mejorar la comunicación. 
La terapia colaborativa está destinada principalmente a adultos, pero también es muy eficaz en encuadres de terapia familiar, incluyendo en las sesiones a los menores con sus padres, lo cual permite ampliar la visión de los problemas individuales. Es eficaz también con quienes padecen un diagnóstico dual (es decir, más de un problema de salud mental, generalmente debido al abuso de sustancias, como el alcohol y los medicamentos sin receta), trastorno bipolar, esquizofrenia crónica y padres con psicosis o trastorno dismórfico corporal.

## Proceso
Se usa el principio de "no saber". Goolishian y Anderson, utilizan éste término y recomiendan que este enfoque es el que los terapeutas deberían tener hacia sus pacientes. En este enfoque, los terapeutas evitan adoptar posturas dogmáticas y tratan de permanecer flexibles para que sus pacientes modifiquen sus perspectivas. En su libro, Lenguaje de conversación y posibilidades: un enfoque posmoderno de la terapia, Anderson dice: 
"El significado que surge [en la terapia] está influenciado por lo que un terapeuta trae a la conversación y sus interacciones entre ellos al respecto. El tema del nuevo significado se basa en la novedad (no saber)". 
Fred Newman y Lois Holzman hablan de algo bastante similar cuando hablan del "fin del saber". Fred Newman discute el concepto de "no saber" en su libro, El fin del saber: nueva forma de aprendizaje evolutiva.
La postura del terapeuta, según la teoría colaborativa, se resume en la siguiente lista:
- Asociación conversacional de investigación mutua: la terapia como asociación.
- Experiencia relacional: el paciente y el terapeuta unen sus conocimientos.
- No ser experto: el terapeuta debe ser humilde hacia su paciente.
- Ser público: el terapeuta está abierto con sus pensamientos invisibles.
- Vivir con incertidumbre: disfruta de la espontaneidad de una conversación.
- Transformación mutua: círculo hermenéutico, efecto recíproco en el paciente y el terapeuta.
- Orientación hacia la vida cotidiana: aprovecha la capacidad de recuperación natural de los pacientes.[5]

## Críticas
Hay voces contrarias a esta terapia, que afirman que, cuando hay una falta grave y necesidad de programas de rehabilitación basados en la comunidad, incluidos los programas de tratamiento conductual y psicosocial, es difícil para el paciente obtener respaldo médico para la terapia, lo que puede hacer que el tratamiento sea menos efectivo. No obstante esto podría suceder con cualquier otro tipo de abordaje psicoterapéutico. En el caso de problemas mentales más serios, como la esquizofrenia, existe la posibilidad de que el 30 % de los clientes tengan un mal pronóstico a largo plazo, como señaló Linzen en 2003. Sin embargo esto suele deberse a la falta de intervención temprana o a mala praxis de la psiquiatría más biomédica y coercitiva. Incluso hay autores que citan que dos de cada tres esquizofrénicos se recuperan significativamente.